# والتر فاغنر
والتر فاغنر (بالألمانية: Walter Wagner)‏ (26 يوليو 1949 ألمانيا ألمانيا - ) هو لاعب كرة قدم ألماني يلعب كمهاجم.

## روابط خارجية
- والتر فاغنر على موقع قاعدة بيانات كرة القدم.إي يو (الإنجليزية)
- والتر فاغنر على موقع بيانات كرة القدم. دي إي (الألمانية)